# Barton (New York)
Barton város az Amerikai Egyesült Államok New York államában, Tioga megyében. Lakosainak száma 8609 fő (2020. április 1.).

## Népesség
A település népességének változása:

| 2010 | 8 858 |
| 2020 | 8 609 |